# Pusey (Frankrijk)
Pusey is een gemeente in het Franse departement Haute-Saône (regio Bourgogne-Franche-Comté). De plaats maakt deel uit van het arrondissement Vesoul.

## Geografie
De oppervlakte van Pusey bedroeg op 1 januari 2022 8,18 vierkante kilometer; de bevolkingsdichtheid was toen 175,7 inwoners per km².

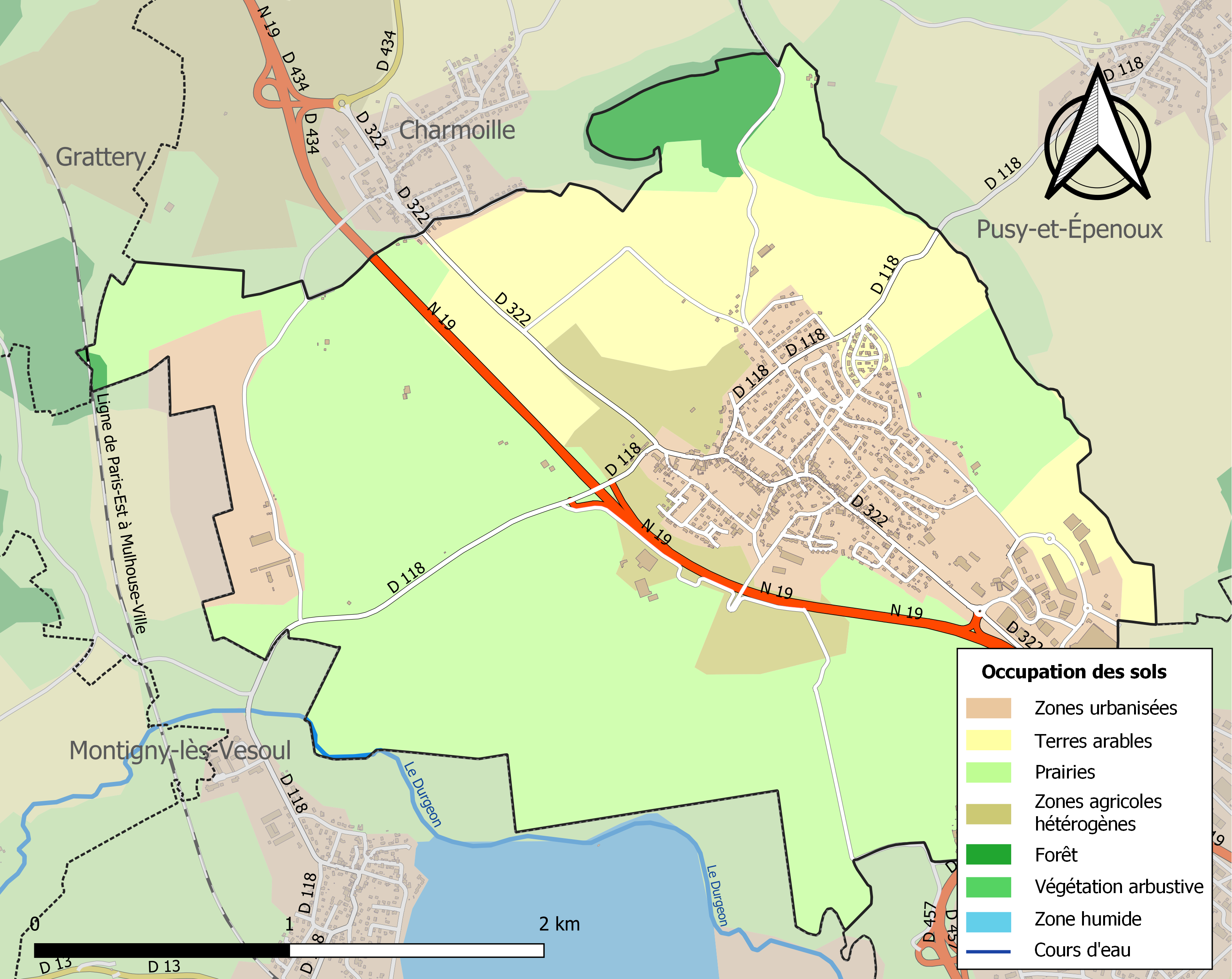
Kaart van de gemeente met de belangrijkste infrastructuur, bodemgebruik en omliggende gemeenten

## Demografie
Onderstaande figuur toont het verloop van het inwonertal (bron: INSEE-tellingen).